# افرای وایت‌برد
افرای وایت‌برد (نام علمی: Acer whitebirdense) نام یک گونه از سرده افرا است.